# Molly Vandemoer
Molly Brigid O'Bryan Vandemoer (San Diego, 13 de abril de 1979) es una deportista estadounidense que compitió en vela en las clases Snipe y Elliott 6m.
Ganó dos medallas en el Campeonato Mundial de Elliott 6m, oro en 2011 y plata en 2012.

## Carrera deportiva
Fue campeona universitaria de Estados Unidos en 2001 con el equipo de la Universidad de Hawái. En 2010 ganó el Campeonato Mundial Femenino de Snipe con Anna Tunnicliffe.
Participó en los Juegos Olímpicos de Londres 2012, ocupando el quinto lugar en la clase Elliott 6m.

## Palmarés internacional
| Campeonato Mundial | Campeonato Mundial               | Campeonato Mundial | Campeonato Mundial |
| Año                | Lugar                            | Medalla            | Clase              |
| ------------------ | -------------------------------- | ------------------ | ------------------ |
| 2010               | San Petersburgo (Estados Unidos) | Medalla de oro     | Snipe              |

| Campeonato Mundial | Campeonato Mundial  | Campeonato Mundial | Campeonato Mundial |
| Año                | Lugar               | Medalla            | Clase              |
| ------------------ | ------------------- | ------------------ | ------------------ |
| 2011               | Perth (Australia)   | Medalla de oro     | Elliott 6m         |
| 2012               | Gotemburgo (Suecia) | Medalla de plata   | Elliott 6m         |